# Château de Pont Bourguet
 (novembre 2017).
Si vous disposez d'ouvrages ou d'articles de référence ou si vous connaissez des sites web de qualité traitant du thème abordé ici, merci de compléter l'article en donnant les références utiles à sa vérifiabilité et en les liant à la section « Notes et références ».
Le château de Pont Bourguet se trouve sur la commune de Larroque (Tarn) dans le département du Tarn dans la région Occitanie.

## Historique
Il est construit en 1850 en bas du village de Puycelsi au bord de la rivière la Vère dans le hameau de Pont Bourguet. Il a été victime d'un incendie en 2003 alors qu'il était en pleine restauration. 

## Architecture
Il possède trois salons de réception sur un rez-de-chaussée et un étage et deux terrasses extérieures.